# زوحيفان عنقودي
الزوحيفان العنقودي (الاسم العلمي:Caulerpa racemosa) هو نوع من النباتات يتبع جنس الزوحيفان من الفصيلة الزوحيفانية.